# Atletismo nos Jogos Pan-Americanos de 1959
A competição de atletismo nos Jogos Pan-Americanos de 1959 aconteceu em Chicago, Estados Unidos.

## Medalhistas

### Masculino
| Evento                              | Ouro                                          | Ouro    | Prata                                           | Prata   | Bronze                                                                                               | Bronze  |
| ----------------------------------- | --------------------------------------------- | ------- | ----------------------------------------------- | ------- | --- | ------- |
| 100 metros detalhes                 | Ray Norton · Estados Unidos                   | 10.3    | Mike Agostini · Federação das Índias Ocidentais | 10.4    | Enrique Figuerola · Cuba                                                                             | 10.5    |
| 200 metros detalhes                 | Ray Norton · Estados Unidos                   | 20.6    | Les Carney · Estados Unidos                     | 21.1    | Mike Agostini · Federação das Índias Ocidentais                                                      | 21.1    |
| 400 metros detalhes                 | George Kerr · Federação das Índias Ocidentais | 46.1    | Basil Ince · Federação das Índias Ocidentais    | 46.4    | Malcolm Spence · Federação das Índias Ocidentais                                                     | 46.6    |
| 800 metros detalhes                 | Tom Murphy · Estados Unidos                   | 1:49.4  | George Kerr · Federação das Índias Ocidentais   | 1:49.4  | Tony Seth · Jamaica                                                                                  | 1:49.7  |
| 1500 metros detalhes                | Dyrol Burleson · Estados Unidos               | 3:49.1  | Jim Grelle · Estados Unidos                     | 3:49.9  | Ed Moran · Estados Unidos                                                                            | 3:50.1  |
| 5000 metros detalhes                | Bill Dellinger · Estados Unidos               | 14:28.4 | Osvaldo Suárez · Argentina                      | 14:28.6 | Doug Kyle · Canadá                                                                                   | 14:33.0 |
| 10000 metros detalhes               | Osvaldo Suárez · Argentina                    | 30:17.2 | Doug Kyle · Canadá                              | 30:18.0 | Bob Soth · Estados Unidos                                                                            | 30:21.8 |
| Maratona detalhes                   | John J. Kelley · Estados Unidos               | 2:27:55 | Jim Green · Estados Unidos                      | 2:32:17 | Gordon Dickson · Canadá                                                                              | 2:36:19 |
| 3000 metros com obstáculos detalhes | Phil Coleman · Estados Unidos                 | 8:56.4  | Charles "Deacon" Jones · Estados Unidos         | 8:56.6  | Alfredo Tinoco · México                                                                              | 8:58.0  |
| 110 metros com barreiras detalhes   | Hayes Jones · Estados Unidos                  | 13.6    | Lee Calhoun · Estados Unidos                    | 13.7    | Elias Gilbert · Estados Unidos                                                                       | 14.0    |
| 400 metros com barreiras detalhes   | Josh Culbreath · Estados Unidos               | 51.2    | Dick Howard · Estados Unidos                    | 51.3    | Cliff Cushman · Estados Unidos                                                                       | 53.0    |
| Salto em altura detalhes            | Charles Dumas · Estados Unidos                | 2.10    | Bob Gardner · Estados Unidos                    | 2.03    | Ernle Haisley · Federação das Índias Ocidentais                                                      | 2.00    |
| Salto com vara detalhes             | Don Bragg · Estados Unidos                    | 4.62    | Jim Graham · Estados Unidos                     | 4.32    | Rolando Cruz · Porto Rico                                                                            | 4.32    |
| Salto em distância detalhes         | Irvin "Bo" Roberson · Estados Unidos          | 7.97    | Greg Bell · Estados Unidos                      | 7.60    | Lester Bird · Federação das Índias Ocidentais                                                        | 7.46    |
| Salto triplo detalhes               | Adhemar Ferreira da Silva · Brasil            | 15.90   | Herman Stokes · Estados Unidos                  | 15.39   | Bill Sharpe · Estados Unidos                                                                         | 15.25   |
| Arremesso de peso detalhes          | Parry O'Brien · Estados Unidos                | 19.04   | Dallas Long · Estados Unidos                    | 18.51   | Dave Davis · Estados Unidos                                                                          | 17.01   |
| Lançamento de disco detalhes        | Al Oerter · Estados Unidos                    | 58.12   | Dick Cochran · Estados Unidos                   | 54.44   | Parry O'Brien · Estados Unidos                                                                       | 51.84   |
| Lançamento de martelo detalhes      | Al Hall · Estados Unidos                      | 59.71   | Hal Connolly · Estados Unidos                   | 59.67   | Bob Backus · Estados Unidos                                                                          | 59.55   |
| Lançamento de dardo detalhes        | Buster Quist · Estados Unidos                 | 70.50   | Phil Conley · Estados Unidos                    | 69.94   | Al Cantello · Estados Unidos                                                                         | 69.82   |
| Decatlo detalhes                    | Dave Edstrom · Estados Unidos                 | 7254    | Phil Mulkey · Estados Unidos                    | 6062    | George Stulac · Canadá                                                                               | 5989    |
| 4x100 metros detalhes               | Estados Unidos                                | 40.4    | Venezuela                                       | 41.1    | Federação das Índias Ocidentais · Clifton Bertrand · Mike Agostini · Wilton Jackson · Dennis Johnson | 41.6    |
| 4x400 metros detalhes               | Federação das Índias Ocidentais               | 3:05.3  | Estados Unidos                                  | 3:05.8  | Porto Rico                                                                                           | 3:12.4  |

### Feminino
| Evento                           | Ouro                                                                                 | Ouro  | Prata                                                                 | Prata | Bronze                                                                      | Bronze |
| -------------------------------- | ------------------------------------------------------------------------------------ | ----- | --------------------------------------------------------------------- | ----- | --------------------------------------------------------------------------- | ------ |
| 60 metros detalhes               | Isabelle Daniels · Estados Unidos                                                    | 7.4   | Barbara Jones · Estados Unidos                                        | 7.4   | Carlota Gooden · Panamá                                                     | 7.4    |
| 100 metros detalhes              | Lucinda Williams · Estados Unidos                                                    | 12.1  | Wilma Rudolph · Estados Unidos                                        | 12.3  | Carlota Gooden · Panamá                                                     | 12.3   |
| 200 metros detalhes              | Lucinda Williams · Estados Unidos                                                    | 24.2  | Isabelle Daniels · Estados Unidos                                     | 24.8  | Sally McCallum · Canadá                                                     | 25.1   |
| 80 metros com barreiras detalhes | Bertha Díaz · Cuba                                                                   | 11.2  | Wanda dos Santos · Brasil                                             | 11.5  | Marion Monroe · Canadá                                                      | 11.5   |
| Salto em altura detalhes         | Ann Marie Flynn · Estados Unidos                                                     | 1.61  | Renata Friedrichs · Chile · Alice Whitty · Canadá                     | 1.50  |                                                                             |        |
| Salto em distância detalhes      | Annie Smith · Estados Unidos                                                         | 5.74  | Margaret Matthews · Estados Unidos                                    | 5.73  | Willye White · Estados Unidos                                               | 5.70   |
| Arremesso de peso detalhes       | Earlene Brown · Estados Unidos                                                       | 14.68 | Sharon Sheppard · Estados Unidos                                      | 13.48 | Wanda Wejzgrowicz · Estados Unidos                                          | 13.10  |
| Lançamento de disco detalhes     | Earlene Brown · Estados Unidos                                                       | 49.31 | Pamela Kurrell · Estados Unidos                                       | 42.19 | Marjorie Larney · Estados Unidos                                            | 42.18  |
| Lançamento de dardo detalhes     | Marlene Ahrens · Chile                                                               | 45.38 | Marjorie Larney · Estados Unidos                                      | 43.65 | Amelia Wood · Estados Unidos                                                | 42.96  |
| 4x100 metros detalhes            | Estados Unidos · Isabelle Daniels · Barbara Jones · Lucinda Williams · Wilma Rudolph | 46.4  | Panamá · Carlota Gooden · Jean Holmes · Marcela Daniel · Silvia Hunte | 48.2  | Canadá · Sally McCallum · Valerie Jerome · Heather Campbell · Maureen Rever | 48.5   |

## Quadro de medalhas
| Ordem | País                            | Medalha de ouro | Medalha de prata | Medalha de bronze | Total |
| ----- | ------------------------------- | --------------- | ---------------- | ----------------- | ----- |
| 1     | Estados Unidos                  | 26              | 23               | 13                | 62    |
| 2     | Federação das Índias Ocidentais | 2               | 3                | 6                 | 11    |
| 3     | Argentina                       | 1               | 1                | 0                 | 2     |
| 3     | Brasil                          | 1               | 1                | 0                 | 2     |
| 3     | Chile                           | 1               | 1                | 0                 | 2     |
| 6     | Cuba                            | 1               | 0                | 1                 | 2     |
| 7     | Canadá                          | 0               | 2                | 6                 | 8     |
| 8     | Panamá                          | 0               | 1                | 2                 | 3     |
| 9     | Venezuela                       | 0               | 1                | 0                 | 1     |
| 10    | Porto Rico                      | 0               | 0                | 2                 | 2     |
| 11    | México                          | 0               | 0                | 1                 | 1     |